# Hellfighters
Hellfighters (br: Heróis do Inferno) é um filme norte-americano de 1968, do gênero ação, dirigido por Andrew V. McLaglen e estrelado por John Wayne e Katharine Ross.

## Sinopse
Chance Buckman é um bombeiro especializado em incêndios em poços de petróleo. Depois de intervir em várias partes do mundo, ele é chamado para debelar o fogo em cinco poços na Venezuela. Em casa, ele tem problemas com a esposa Madelyn, (que não suporta o perigoso modo de vida do marido) e precisa lidar com o casamento da filha Tish com seu assistente Greg Parker.

## Elenco
| Ator/Atriz         | Personagem      |
| ------------------ | --------------- |
| John Wayne         | Chance Buckman  |
| Katharine Ross     | Tish Buckman    |
| Jim Hutton         | Greg Parker     |
| Vera Miles         | Madelyn Buckman |
| Jay C. Flippen     | Jack Lomax      |
| Bruce Cabot        | Joe Horn        |
| Edward Faulkner    | George Harris   |
| Edmund Hashim      | Coronel Valdez  |
| Valentin de Vargas | Amal Bokru      |
| Frances Fong       | Madame Loo      |
| Alberto Morin      | General Lopez   |
| Alan Caillou       | Harry York      |
| Laraine Stephens   | Helen Meadows   |
| John Alderson      | Jim Hatch       |